# Золотаревский, Исидор Самойлович
Исидор Самойлович Золотаревский (при рождении — Сруль Шлёмович Золотаревский; 1885 год, Елисаветград — 26 ноября 1961) — русский архитектор, скульптор, художник, был близок к группе художников «Мир искусства». С 1920 года заведовал Художественно-репродукционной мастерской музейных слепков Ленинградского отделения Главнауки.

## Общественная деятельность
Еще до революции Золотаревский занимался техниками копирования скульптуры в родном Елисаветграде, а позже пришел к мысли использовать свои наработки в области народного образования. Следуя популярной идее о том, что народное образование должно быть наглядным, Золотаревский разработал проект создания по всей России музеев репродукций, которые представляли бы собой собрания точных копий предметов крупнейших российских (а согласно оптимистичным планам Золотаревского, и мировых) музеев. После переезда в Петроград Золотаревский открыл «мастерскую по репродукции музеев», команда которой занялась изготовлением копий с предметов Государственного Эрмитажа и Музея антропологии и этнографии Академии наук. Предметы для копирования подбирались в соответствии с идеями петроградского антрополога, ведущего сотрудника Музея антропологии и этнографии Л. Я. Штернберга по типологии культуры. Проект Золотаревского поддержал Наркомпрос и лично его глава А. В. Луначарский. За десять лет своего существования мастерская изготовила предметы для десятков музеев по всему СССР, сыграв свою роль в деле музейного строительства и в истории массовой культуры в СССР.

## Музей Золотаревского
К тому времени музей Золотаревского состоял из 300 предметов по истории культуры древнейших народов (до греко-римской культуры). Цена такого музея (100 червонцев) была невысокой даже по меркам уездных городов, так что заказами откликнулись свыше 50 городов.
Музеи выписаны — в Азербайджан, в Татреспублику, в Башреспублику, в Туркестан.
В Доме Крестьянина на Всесоюзной Выставке музею Золотаревского было отведено полутёмное неудачное место. Никто не давал объяснений экспонатов, так что им не было уделено должного внимания.
Их популяризации способствовала статья в газете «Безбожник» под заглавием «Фабрика богов».
В статье указывалось, какое значение для антирелигиозной пропаганды может иметь коллекция Золотаревского.
Действительно, уже эти 300 предметов музея дают возможность читать лекции в трех направлениях: во-первых, по истории культуры, во-вторых, по истории религии, в-третьих, по истории искусства.
В начале 1930-х гг. мастерская подверглась реорганизации. Теперь в справочниках Ленинграда упоминаются «Художественно-репродукционные мастерские Главнауки „Худрепмас“», включающие несколько отделов: научно-художественный (зав. Золотаревский И. С.), отдел формовки, штамповки и патинирования (руководитель Бройдо Д. М.), шелковую мастерскую (зав. Персов М. А.), бронзолитейный отдел (зав. Бочкарев А. С.), отдел художественного литья (зав. Троупянский Я. А.), деревообделочную мастерскую (зав. Волковысский М. С.). Функции мастерских — «ведение научной и исследовательской работы в области создания точных музейных репродукций по истории культуры, религии и происхождения человека. Выполнение стандартных и передвижных выставок-музеев по ведению научной антирелигиозной и антиалкогольной пропаганды». В 1931 г. в «Худрепмас» приходят позже широко признанные в СССР скульпторы В. Я. Боголюбов и В. И. Ингал. В 1932 г. мастерские «Худрепмас» вошли в состав Комбината наглядной агитации и пропаганды Отдела массовой политпросветработы Ленсовета (КНАП), директором стал Т. И. Катуркин. И. С. Золотаревский продолжил руководить научно-художественным отделом, среди работников по-прежнему упоминались Д. М. Бройдо и Я. А. Троупянский, но история музейного проекта Золотаревского на этом заканчивается. Тем не менее, за десять лет существования мастерская Золотаревского сыграла свою роль в деле музейного строительства, в том числе решая вопрос о распределении музейных предметов между уже существующими и новыми музеями, а также утверждая статус копии в музейном пространстве[неоднозначно], что имело определённое значение в истории развития массовой культуры в СССР.

## Посмертная маска Сергея Есенина
28 декабря 1925 года Сергея Есенина нашли мертвым в ленинградской гостинице «Англетер». Вечером следующего дня в помещении Союза писателей (Фонтанка, 50) проходила церемония прощания с поэтом. В перерыве церемонии Золотаревский руководил работами по изготовлению слепка лица Есенина. «Маска (Золотаревского работы) очень хорошая, — писал Г. Р. Колобов Софье Толстой-Есениной 3 декабря 1926 года, — сходство поразительно, что, конечно, в таких вещах самое главное». Один из экземпляров посмертной маски хранится в фондах Государственного музея-заповедника С. А. Есенина. Помощниками Золотаревского в этой работе были скульпторы Давид Маркович Бройдо (1876—1949) и Константин Михайлович Казанский (1901—1942). Также был изготовлен слепок правой руки Есенина. Согласно записи в Книге поступлений Литературного музея ИРЛИ, посмертная маска и слепок правой руки Есенина были приобретены в коллекцию через антикварно-букинистический магазин 1 июля 1954 года. В качестве автора произведений указан Исидор Самойлович Золотаревский.
Одну из первых фотосъёмок посмертной маски делал ленинградский фотограф В. В. Пресняков. В письме Софье Толстой-Есениной от 19—24 мая 1926 года Пресняков пишет: «Посылаю Вам, многоуважаемая Софья Андреевна, снимки посмертной маски Сергея Александровича, из них один — Вам, два — музею. Освещение одобрено художником Золотаревским, который помогал мне при съёмке».
В 1990-х годах официальной версии самоубийства Есенина была противопоставлена обоснованная рядом исследователей версия убийства поэта. Судя по посмертным фотографиям и посмертной маске, на лице Есенина имелись следующие повреждения:
- кратерообразное углубление под правой бровью,
- косая вмятина, проходящая через переносицу и нижнюю часть лба над левым глазом,
- углубление в виде «вытянутого стерженька» в области внутреннего угла правого глаза.

Судмедэксперт А. М. Дегтярёв (входивший в состав Есенинской комиссии по выяснению обстоятельств смерти поэта, под председательством Ю. Л. Прокушева) отметил, что фотографии Есенина в гробу сделаны «после придания лицу трупа прижизненного вида, то есть после реставрации лица и имеющегося на нём участка вдавления». Поскольку слепок с лица Есенина был сделан в гробу, то есть после вскрытия тела и некоторой реставрации лица, то посмертные маски не дают правильного представления о повреждениях на лице (кратерообразное углубление и косая вмятина). Также представляются сомнительными высказанные Дегтярёвым три возможные причины образования углубления в области внутреннего угла правого глаза — в них прослеживается тенденция подгонки под версию самоубийства, поскольку среди этих причин нет ни одной, которая предполагала бы нанесение такой раны посторонним предметом. Как следствие, эксперт Дегтярёв сделал вывод, что «каких-либо отображённых следов действия колюще-режущих предметов, следов огнестрельных повреждений и на посмертных масках не выявлено».

## Потомки
- Сын, Евгений (1908—1967), художник-декоратор. Родился в браке с Фанни Соломоновной (урожденной Бронштейн, двоюродной сестрой Л. Д. Троцкого[источник не указан 1812 дней]). В 1922 году З. Е. Серебряковой был написан портрет Евгения, образ которого напоминает изображения юношей итальянского Возрождения (ныне в коллекции Национального художественного музея Белоруссии)[6].
  - Внук, Владимир (род. 1933). В 1956 году художник А. А. Осмёркиным написан «Портрет Володи с мотоциклом» (хранится в частной коллекции).